# Todoterreno Lambda (General Motors)
El grupo industrial estadounidense General Motors vende desde principios de 2008 un automóvil todoterreno del segmento E construido sobre la plataforma Lambda, de construcción monocasco. El todoterreno se vende bajo cuatro marcas distintas: Buick (Buick Enclave), Chevrolet (Chevrolet Traverse), GMC (GMC Acadia), y Saturn Corporation (Saturn Outlook). Los cuatro modelos tienen aspecto exterior, terminaciones y equipamiento diferenciados entre sí. Entre sus rivales se encuentran el Hyundai Veracruz, el Mazda CX-9, Kia Mohave (Borrego en Estados Unidos) y el Subaru Tribeca.
El todoterreno de cinco puertas tiene motor delantero y caja de cambios automática de seis marchas. Se ofrece con siete u ocho plazas, y con tracción delantera o a las cuatro ruedas. Por el momento, el único motor es un V6 de 3.6 litros de cilindrada y 310 CV (205 kW) de potencia máxima. Posee distribución de válvulas variable, inyección indirecta y cuatro válvulas por cilindro. La NHTSA le otorgó cinco estrellas en las pruebas de protección a pasajeros en choques frontales y laterales.
El Enclave se mostró como prototipo en el Salón del Automóvil de Detroit de 2006. El Outlook y el Traverse de producción se presentaron oficialmente en el Salón del Automóvil de Nueva York de 2006 y en el Salón del Automóvil de Chicago de 2008 respectivamente. El Traverse se fabricará en Spring Hill, Tennessee, Estados Unidos, y los otros tres se ensamblan en Lansing, Estados Unidos.
El modelo reemplaza al Chevrolet TrailBlazer y sus hermanos, que poseen chasis de largueros y por lo tanto son más pesados y consumidores de combustible, y al monovolumen de General Motors.
Actualmente GM está estudiando lanzar este todo camino en Europa bajo su marca Chevrolet para ello está desarrollando un motor diésel con cambios manuales y automáticos para hacer de este todo camino un referente en el mercado europeo.